# Crawford (Nebraska)
Pour les articles homonymes, voir Crawford.
Crowford est une localité située dans le comté de Dawes au nord-ouest de l'état du Nebraska aux États-Unis.
Sa population était de 840 habitants en 2020.
On y trouve en particulier le Trailside Museum of Natural History, un musée d'histoire naturelle.